# Rahmenkredit
Ein Rahmenkredit ist im Bankwesen eine von einem Kreditinstitut innerhalb eines Rahmenvertrages eingeräumte Kreditlinie, die bei Bedarf durch den Kreditnehmer bis zur vereinbarten Höchstgrenze in Anspruch genommen werden kann.
Anders als beim Ratenkredit startet die Auszahlung, wann und wie oft und in welcher Höhe man selbst wünscht, da die Kreditlinie auf Dauer (endlos) angelegt ist. Den Zeitpunkt und die Höhe der Rückzahlung bestimmt man beim Rahmenkredit selbst, monatlich abgebucht werden die Zinsen.

## Arten
In der Bankbetriebslehre bezeichnet Rahmenkredit als Oberbegriff alle Kreditarten, die vom Kreditnehmer wechselnd innerhalb eines im Kreditvertrag vereinbarten Rahmens in Anspruch genommen werden können. Beispiele hierfür sind Akkreditiv-, Aval-, Stand-by-Kredite, Revolving Credit Facility und Kontokorrentkredite.
Als Rahmenkredit wird ferner das Abrufdarlehen bzw. der Abrufkredit bezeichnet. Hierbei handelt es sich um eine relativ wenig verbreitete Unterart für Verbraucher, bei der die Rückzahlung mit monatlichen Mindestraten bei variabler Verzinsung mit monatlicher Berechnung erfolgt. Abrufdarlehen stellen somit eine Mischform mit einem Ratenkredit dar. Die Abwicklung erfolgt über ein separates Kreditkonto.
Der Rahmenkredit ist in der Außenhandelsfinanzierung auch ein Bestellerkredit auf der Grundlage eines Rahmenkreditabkommens. Er eignet sich für kontinuierlich erfolgende kleine und mittlere Exportgeschäfte (Tranchen) mit einer Kreditlaufzeit von zwei bis fünf Jahren.

## Sonstiges
Zuweilen wird der Begriff des Rahmenkredits auch im internationalen Handel für den Swing benutzt.